# Saison 9 de Doctor Who, première série
Chronologie
Saison 8 Saison 10
Cet article présente les épisodes de la neuvième saison de la première série de la série télévisée Doctor Who.

## Distribution
- Jon Pertwee : Troisième Docteur
- Katy Manning : Jo Grant
- Nicholas Courtney : Brigadier Lethbridge-Stewart (dans Day of the Daleks et The Time Monster)
- John Levene : Sergent Benton (dans Day of the Daleks et The Time Monster)
- Richard Franklin (acteur) : Capitaine Mike Yates (dans Day of the Daleks et The Time Monster)
- Roger Delgado : Le Maître (dans Day of the Daleks, The Sea Devils et The Time Monster)

## Liste des épisodes
| N°  | Part. | Titre original                    | Scénario              | Réalisation       | Première diffusion au Royaume-Uni                                                 | Code | Audience (en millions)  |
| --- | ----- | --------------------------------- | --------------------- | ----------------- | --------------------------------------------------------------------------------- | ---- | ----------------------- |
| 060 | 1     | Day of the Daleks (4 épisodes)    | Louis Marks           | Paul Bernard      | 1er janvier 1972 8 janvier 1972 15 janvier 1972 22 janvier 1972                   | KKK  | 9,8 10,4 9,1            |
| 061 | 2     | The Curse of Peladon (4 épisodes) | Brian Hayles          | Lennie Mayne      | 29 janvier 1972 5 février 1972 12 février 1972 19 février 1972                    | LLL  | 10,3 11 7,8 8,4         |
| 062 | 3     | The Sea Devils (6 épisodes)       | Malcolm Hulke         | Michael Briant    | 26 février 1972 4 mars 1972 11 mars 1972 18 mars 1972 25 mars 1972 1er avril 1972 | MMM  | 6,4 9,7 8,3 7,8 8,3 8,5 |
| 063 | 4     | The Mutants (6 épisodes)          | Bob Baker Dave Martin | Christopher Barry | 8 avril 1972 15 avril 1972 22 avril 1972 29 avril 1972 6 mai 1972 13 mai 1972     | NNN  | 9,1 7,8 7,9 7,5 7,9 6,5 |
| 064 | 5     | The Time Monster (6 épisodes)     | Robert Sloman         | Paul Bernard      | 20 mai 1972 27 mai 1972 3 juin 1972 10 juin 1972 17 juin 1972 24 juin 1972        | OOO  | 7,6 7,4 8,1 7,6 6 7,6   |